# 通贝斯雀鹀属
通贝斯雀鹀属是雀鵐科下的一个属。通貝斯雀鵐屬現有的物種都曾歸於猛雀鹀属下，但2009年後的分子研究顯示這數個物種有其獨特地位，因而從該屬獨立為一新屬。

## 下属物种
本属包括以下物种：
- 斯贝猛雀鹀 Rhynchospiza stolzmanni (Taczanowski, 1877)
- 央葛斯猛雀鹀 Rhynchospiza dabbenei (Hellmayr, 1912)
- 纹顶猛雀鹀 Rhynchospiza strigiceps (Gould, 1839)